# Shigeru Endō
Shigeru Endō (jap. 遠藤茂 Endō Shigeru; ur. 8 marca 1945 w prefekturze Miyagi) – japoński zapaśnik walczący w stylu wolnym. Olimpijczyk z Meksyku 1968, gdzie odpadł w eliminacjach w kategorii 87 kg.
Uczestnik mistrzostw świata w 1966 roku.